# Groep Wilders
De Groep Wilders was een fractie in de Nederlandse Tweede Kamer, die op 3 september 2004 werd gevormd toen Tweede Kamerlid Geert Wilders uit de fractie van de VVD stapte en zijn lidmaatschap van deze partij opzegde na onenigheid over de politieke koers. Wilders besloot zijn Kamerzetel niet op te geven, en ging tot de Tweede Kamerverkiezingen 2006 als onafhankelijk Kamerlid verder.

## Reden van afsplitsing
De onenigheid tussen Geert Wilders en de VVD begon in juli 2004, toen Wilders samen met fractiegenoot Gert-Jan Oplaat, zonder overleg met de partij, een tienpuntenplan in de publiciteit bracht waarin een pleidooi werd gevoerd voor een rechts-conservatieve koers van de liberalen. In dit pamflet met de naam  RECHT(S) op je doel af, pleitten Wilders en Oplaat voor strengere straffen, een hogere maximumsnelheid op de snelwegen, het uitzetten van radicale imams en het weren van Turkije als lid van de Europese Unie. Na het zomerreces trok Wilders dit door in de lijn dat de fractie op voorhand zijn standpunt diende te steunen om onder geen beding in te stemmen met de onderhandelingen over toetreding van Turkije tot de Europese Unie. De partijtop dacht daar anders over en gaf Wilders geen toestemming om af te wijken van de fractiediscipline. 
Hierop verliet Wilders de VVD maar behield zijn kamerzetel op persoonlijke titel en vormde vanaf dat moment een eenmansfractie, die hij de Groep Wilders noemde.

## Verdere historie
Na het verlaten van de VVD liet Wilders de pers weten een nieuwe beweging te willen beginnen 'ter rechterzijde van het politiek spectrum, met mensen die hun muil niet laten korven'. Wilders richtte op 24 november 2004 de "Stichting Groep Wilders" (later: "Stichting Vrienden van de PVV") op, met als doel het uitdragen van standpunten en aantrekken van financiën. Als onafhankelijk Kamerlid bepleitte hij een stop op de immigratie, de aanpak van radicale moskeeën, een gedwongen terugkeer van allochtone 'reljeugd' naar het land van afkomst en een steviger justitiebeleid. In de aanloop naar het Nederlandse referendum over de Europese Grondwet voerde Wilders campagne voor een 'nee'-stem. Begin 2006 richtte Wilders als persoon, met de rechtspersoon  Stichting Groep Wilders, de Vereniging Groep Wilders op, die naar buiten trad onder de naam Partij voor de Vrijheid (PVV). Tot deze partij werd één lid toegelaten, Geert Wilders. Met deze partij nam Wilders deel aan de Tweede Kamerverkiezingen van 2006, zijn fractie assistent Martin Bosma, politicoloog en journalist, was campagneleider en schreef veel van Wilders' toespraken.
De PVV haalde bij deze verkiezingen negen Kamerzetels.